# اعتراضات ۲۰۱۹–۲۰۲۰ کلمبیا
اعتراضات ۲۰۱۹–۲۰۲۰ کلمبیا (انگلیسی: 2019 Colombian protests) مجموعه تظاهرات اعتراضی از ۲۱ نوامبر ۲۰۱۹ تا ۲۱ فوریه ۲۰۲۰ در کلمبیا بود. صدها هزار شهروند کلمبیایی در حمایت از روند صلح کلمبیا و علیه دولت ایوان دوکه تظاهرات کردند.
هرچند تظاهرات یک تظاهرات مسالمت آمیز بود، چندین اعتراض خشونت‌آمیز در طول این اعتراضات رخ داد که باعث ایجاد محل و سرپناهی برای برگزاری تظاهرات شبانه در کالی (شهر) و بوگوتا شده است. این «یکی از بزرگ‌ترین تظاهرات گسترده‌ای است که طی سال‌های اخیر کلمبیا شاهد آن بوده است».

## پیشینه

### فساد

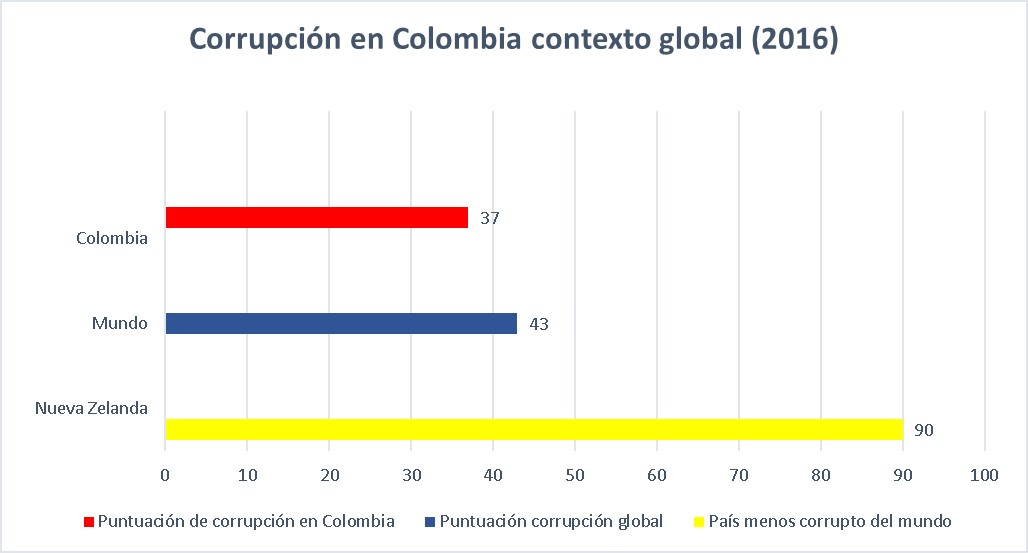
مقایسه فساد در کلمبیا با میانگین جهانی و نیوزیلند
براساس شاخص احساس فساد ۲۰۱۸ که توسط شفافیت بین‌الملل برای سنجش فساد در بخش دولتی و در ۱۸۰ کشور و سرزمین تاکنون منتشر شده است، و با شاخص از صفر (بسیار فاسد) تا ۱۰۰ (بسیار تمیز) متمایز می‌شود، رتبه کلمبیا به لحاظ فساد ۳۶ است. این کمتر از میانگین جهانی رتبه ۴۳ است و کلمبیا را به ۹۹مین کشور فاسد جهان تبدیل کرده است.
معترضین نسبت به ادراک فساد در کشور ابراز خشم کرده‌اند.

## سیاست ریاضت اقتصادی
شایعاتی مبنی بر اعمال سیاست ریاضت اقتصادی توسط رئیس‌جمهور دوکه تکذیب گردید، اما این مسئله باعث واکنش گروه‌های چپ، دانشجویان و گروه‌های بومی گردید. ایده چنین اقداماتی ابتدا توسط الوارو اوریبه،مشاور رئیس‌جمهور دوکه، تهیه و برای اینکه لایحه شود مطرح شد. دوکه همچنین متهم است که برای ایجاد صلح در کلمبیا با نیروهای مسلح انقلابی کلمبیا (فارک) تلاشی نکرده است؛ زیرا خشونت در مناطق روستایی کلمبیا به وجود آمد و منجر به کشته شدن رهبران بومی شد.
در یک اعتراض نمایشی، اتحادیه‌های کارگری، یک اعتصاب سراسری را ترتیب دادند که قرار بود در تاریخ ۲۱ نوامبر ۲۰۱۹ به مدت دوازده ساعت با گروه‌های دیگر مانند رهبران بومی، دانشجویان و فعالان ضد فساد برگزار شود.